# Mürefte
Mürefte (prima della turchizzazione Myriophyton; in greco Μυριόφυτον?, o Miriofito) è un villaggio (Mahalle) del distretto di Şarköy, in Turchia, sul Mar di Marmara, a circa 51 km a sud-ovest di Tekirdağ. Dopo lo Scambio di popolazioni tra Grecia e Turchia si sono stabilite alcune famiglie megleno-romene.

## Storia
La storia antica di questa città non è nota. La troviamo menzionata per la prima volta in relazione a un terremoto che la distrusse nell'anno 1063. Fu visitata da Giovanni VI Cantacuzeno intorno al 1350.
La diocesi originaria si trovava in Tracia Prima, suffraganea di Eraclea Perinto. 
Una diocesi di Peristasi (l'odierna Şarköy) fu istituita nel 1170. La sede fu poi trasferita a Miriofito, e rinominata Peristasi e Miriofito, menzionata per la prima volta in una Notitiae Episcopatuum della fine del XV secolo. Nel XVI secolo Miriofito sostituì Peristasi, e la diocesi prese il nome di Miriofito e Peristasi.
Secondo le statistiche ottomane sulla popolazione del 1914, la kaza di Mürefte aveva una popolazione totale di 16.876 abitanti, composta da 14.146 greci e 2.730 musulmani.
La diocesi greco-ortodossa divenne nel gennaio 1909 una metropolia autocefala, il Metropolita di Miriofito e Peristasi. La popolazione ortodossa del metropolia è stata sgomberata nell'ottobre 1922, poco prima dello scambio di popolazione greco-turca, senza lasciare alcuna popolazione ortodossa da allora, ma la Chiesa continua a nominare metropoliti titolari della sede.
L'ultimo vescovo titolare cattolico della sede titolare di Miriofito è morto nel 1932 e la sede è stata soppressa.

## Economia
La costa tra Tekirdağ e Şarköy, in particolare Mürefte, sono centri rinomati per la viticoltura e la produzione di vino. Un noto produttore di vino, "Kutman", si trova nel villaggio e gestisce anche un museo del vino.